# U-Bahnhof Schauspielhaus

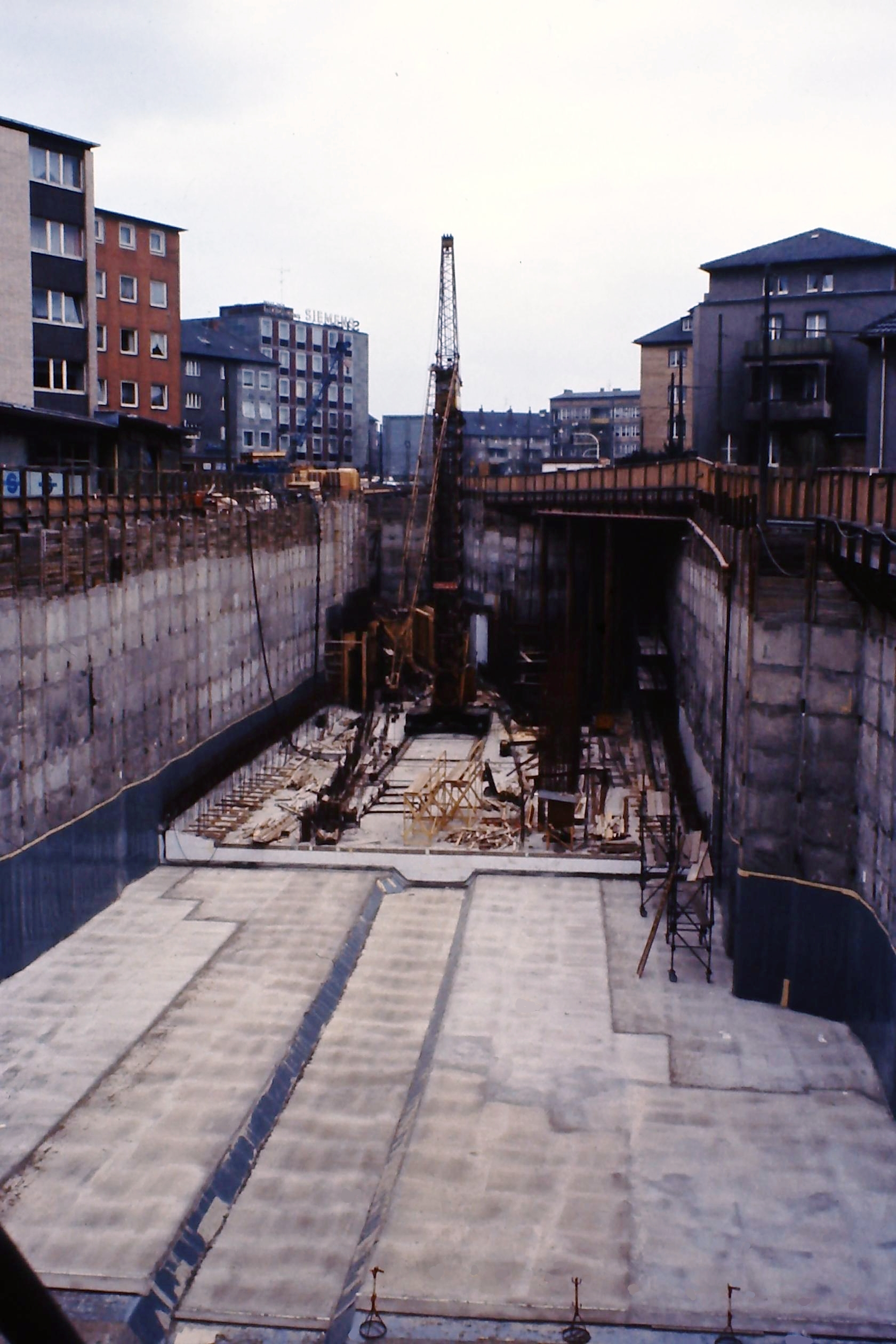
U-Bahnhof Schauspielhaus Bochum während der Errichtung

Der U-Bahnhof Schauspielhaus Bochum ist eine U-Bahn-Station der Stadtbahn Bochum. Er befindet sich an der Kreuzung von Hattinger Straße und Königsallee nahe dem Bochumer Schauspielhaus. Der erste Spatenstich erfolgte am 5. Juli 1971. Er wurde in offener Bauweise errichtet (Spritzbetonbauweise) und am 26. Mai 1979 eröffnet. Die Länge des Rohbaus betrug 306 m. Die Wände des Bahnhofs sind mit farbigen großformatigen Keramikfliesen verkleidet. Er verfügt über zwei Seitenbahnsteige und wird von den Zügen der Linien 308 und 318 bedient. Zwei behindertengerechte Personenaufzüge wurden 2002 in Betrieb genommen. Im ersten Branchentunnel Deutschlands befinden sich auf 700 m² Fläche Fachhändler und Dienstleister.
| Linie   | Verlauf | Takt (Mo–Fr)                       |
| ------- | --- | ---------------------------------- |
| 308 318 | Hauptlinienweg: Bochum-Gerthe Schürbankstraße – Gerthe Mitte – Heinrichstr. – Harpen – Vonovia Ruhrstadion – U Planetarium – U Bochum Hbf – U Bermuda3eck/Musikforum – U Schauspielhaus – Bergmannsheil – Weitmar – Linden Mitte – 308: – Linden Mitte – Hattingen-Winz-Baak – Hattingen Mitte 318: – Linden Mitte – Bochum-Dahlhausen | 15 min 7/8 min (Bochum Hbf–Linden) |

Es besteht Anschluss an die Buslinien 350, 353 und 365 und an die Schnellbus-Linie SB 37.
| Linie | Verlauf | Takt (Mo–Fr)                                                   | Betreiber      |
| ----- | --- | -------------------------------------------------------------- | -------------- |
| SB37  | Bochum Hbf – Schauspielhaus – Bochum-Wiemelhausen – Bochum-Stiepel – Hattingen-Welper – Hattingen Mitte – Niedersprockhövel Kirche – Haßlinghausen Busbahnhof – Schwelm Bf – Ennepetal Busbahnhof                                                                   | 30 min (Bochum–Haßlinghausen) 60 min (Haßlinghausen–Ennepetal) | Bogestra / VER |
| 350   | Bochum Hbf – Schauspielhaus – Stiepel Haarstr. – Stiepel Dorf – Haus Kemnade – Burg Blankenstein – HAT-Blankenstein – Welper – Hattingen Mitte | 15 min                                                         | Bogestra       |
| 353   | Castrop Münsterplatz – Bochum-Gerthe – Hiltrop – Grumme – Bochum Rathaus – Bochum Hbf – Oskar-Hoffmann-Str. – Schauspielhaus – Wiemelhausen – Weitmar | 30 min (Castrop–Gerthe) 15 min (Gerthe–Weitmar)                | Bogestra       |
| 365   | Bochum Hbf – Bochum Rathaus – Schauspielhaus – Bergmannsheil – Werk Eickhoff – Bärendorf – Weitmar Mitte – Munscheid – Eppendorf In der Mark – WAT-Höntrop – Höntrop Kirche – Wattenscheid Bf – Wattenscheid August-Bebel-Platz (← Leithe) – Wattenscheid, Ottostr. | 30 min                                                         | Bogestra       |